# محمود فروغی
محمود فروغی (زاده ۱۲۹۴ – درگذشته ۲۹ دی ۱۳۷۰) فرزند محمدعلی فروغی نخست‌وزیر دوران پهلوی بود. وی فارغ‌التحصیل دانشکدهٔ حقوق و علوم سیاسی از دانشگاه تهران و از کارمندان وزارت خارجه و در دوران خدمت خود سرکنسول ایران در نیویورک، سفیر ایران در برزیل و سوئیس و آمریکا و افغانستان، معاون وزارت امور خارجه و کفیل وزارت امور خارجه بود.
وی در مصاحبه‌ای در مجموعهٔ تاریخ شفاهی ایران اطلاعاتی از وقایع شهریور ۱۳۲۰ داده است.